# Денніс Рейдер
Денніс Лінн Рейдер (нар. 9 березня 1945) — американський серійний вбивця, відомий як BTK (абревіатура, що означає «зв'язувати, катувати, убивати»), BTK-душитель або BTK-вбивця. Між 1974 і 1991 роками він убив десять людей у Вічиті та Парк-Сіті, штат Канзас, і надсилав глузливі листи до поліції та ЗМІ, в яких описував подробиці своїх злочинів. Після десятирічної перерви Рейдер знову почав надсилати листи у 2004 році, що призвело до його арешту у 2005 році та подальшого визнання провини. Зараз він відбуває десять поспіль довічних ув'язнень у виправній колонії Ельдорадо.

## Біографія
Рейдер народився 9 березня 1945 року в родині Доротеї Мей Рейдер (уроджена Кук) і Вільяма Елвіна Рейдера, був одним із чотирьох синів. Джерела вказують місцем народження Рейдера Коламбус, штат Канзас або Піттсбург, штат Канзас. Він виріс у Вічиті. Обоє батьків багато працювали, тому приділяли мало уваги своїм дітям вдома. Пізніше Рейдер згадував, як мати не звертала на нього увагу, за що він ображався на неї.
З юних років у Рейдера з'явилися садистські сексуальні фантазії тортур «в пастці та безпорадних» жінок. Він також проявляв зоосадизм, катуючи, вбиваючи та вішаючи дрібних тварин. Рейдер був сексуальним фетишистом: проявляв вуаєризм, аутоасфіксіофілію та кросдресинг; він часто шпигував за сусідками, одягненим у жіночий одяг, включно з жіночою спідньою білизною, яку поцупив, і мастурбував з мотузками або іншими зав'язками на руках і шиї.
Через роки, під час періоду «охолодження» між вбивствами, Рейдер фотографував себе в жіночому одязі та жіночій масці, зв'язаним. Пізніше зізнавався, що у своїх сексуальних фантазіях уявляв себе жертвою. Рейдер добре приховував свої сексуальні нахили, його багато хто вважав «нормальним, ввічливим і добре вихованим».
Після закінчення середньої школи Вічита-Гайтс Рейдер вступив до Канзаського Весліанського університету. Він отримав посередні оцінки та кинув навчання через рік. Він служив у ВПС США з 1966 до 1970 рік. Після звільнення переїхав до Парк-Сіті (передмістя Вічити), де працював у м'ясному відділі супермаркету IGA, його мати там була бухгалтером. Рейдер одружився з Паулі Дітц 22 травня 1971 року; у них було двоє дітей, Керрі та Браян. Він відвідував громадський коледж округу Батлер в Ель-Дорадо, здобувши ступінь молодшого спеціаліста з електроніки у 1973 році. Потім він вступив до Університету Вічити, який закінчив у 1979 році зі ступенем бакалавра наук за спеціальністю «Управління юстиції».
Рейдер спочатку працював монтажником у Coleman Company, компанії, яка займалася роздрібною торгівлею. З 1974 до 1988 рік він працював в офісі ADT Security Services у Вічиті, де серед його обов'язків було встановлення охоронної сигналізації, навіть для домовласників, стурбованих вбивствами BTK. Рейдер був інспектором польових операцій з перепису населення в районі Вічита у 1989 році, до федерального перепису населення.
У травні 1991 року Рейдер займався відловлюванням собак і відповідальним за дотримання правил у Парк-Сіті. Сусіди згадували, що на цій посаді він іноді був надмірно старанним і надзвичайно суворим, а також отримував особливе задоволення від знущань і домагань до самотніх жінок. Одна сусідка поскаржилася, що Рейдер без причини вбив її собаку.
Рейдер був членом лютеранської церкви Христа у Вічиті і його обрали президентом церковної ради. Він також був лідером Cub Scout.
26 липня 2005 року, після арешту Рейдера, його дружина отримала «термінове розлучення» (без періоду очікування).
В інтерв'ю ABC News у 2019 році дочка Рейдера Керрі розповіла, що все ще пише батькові і тепер пробачила його, але все ще намагається примиритися, що він — убивця, додавши, що її дитинство здавалося нормальним, вони були «нормальною американською сім'єю».

## Історія справ

### Вбивства
15 січня 1974 року четверо членів родини Отеро вбили у Вічиті, штат Канзас. Жертвами стали Джозеф Отеро, 38 років; Джулі Отеро, 33 роки; Джозеф Отеро-молодший, 9 років; Джозефіна Отеро, 11 років. Їхні тіла знайшли троє старших дітей сім'ї, Чарлі, Денні та Кармен, які були в школі під час вбивства. Після арешту у 2005 році Рейдер зізнався у вбивстві сім'ї Отеро. Рейдер написав листа, який заховав у книзі з техніки в публічній бібліотеці Вічити у жовтні 1974 року, де детально описано вбивство родини Отеро.
З весни 1974 до зими 1977 року Рейдер убив ще трьох жінок: Кетрін Брайт (4 квітня 1974), Ширлі Віан Релфорд (17 березня 1977) і Ненсі Фокс (8 грудня 1977). На початку 1978 року він надіслав ще одного листа до телевізійного каналу KAKE у Вічиті, взявши на себе відповідальність за вбивства Отеро, Брайт, Віан Релфорда та Фокс. Він запропонував багато варіантів, як його називати, включно з BTK, яке прижилося. У цьому другому листі він вимагав уваги ЗМІ. У Вічиті оголосили про появу серійного вбивці. У листі містився вірш «Oh! Death to Nancy», пародія на слова американської народної пісні «O Death». У листі він стверджував, що до вбивства його спонукав «фактор X». За його словами це надприродний елемент, який також мотивував до вбивств Джека-Різника, Сина Сема та Гіллсайдського душителя.
Він також збирався вбити інших, наприклад у 1979 році 63-річну Анну Вільямс, якій вдалося уникнути смерті, повернувшись додому значно пізніше, ніж очікувалося. Рейдер пояснив під час свого зізнання, що він став одержимий Вільямс і розлютився, коли їй вдалося його уникнути. Він чекав її вдома годинами, але пішов, коли вона не повернулася додому з відвідин друзів.
Марін Гедж, 53 роки, знайшли 5 травня 1985 року у Вічиті. Рейдер убив її 27 квітня і відніс мертве тіло до своєї церкви, Лютеранської церкви Христа, де він був президентом церковної ради. Там він сфотографував тіло в різних позах. Рейдер раніше зберігав чорні пластикові чохли та інші матеріали в церкві, готуючись до вбивства, а потім кинув тіло у віддалену канаву. Він назвав свій план «Проєктне печиво».
У 1988 році, після вбивства трьох членів родини Фейгерів у Вічиті, надійшов лист від невідомого, який стверджував, що є вбивцею BTK, автор листа заперечував свою причетність до вбивств Фейгерів. Автор відзначив вбивцю за «чудову роботу». У 2005 році довели, що лист насправді написав Рейдер. Поліція не вважає його причетним до цього злочину.
Дві жінки, яких Рейдер переслідував у 1980-х роках, і одна, яку він переслідував у середині 1990-х, подали на нього заборонний припис. Одна з них також змінила адресу для уникнення його.
Його останню жертву, Долорес Е. Девіс, знайшли 1 лютого 1991 року у Парк-Сіті. Рейдер убив її 19 січня.

### Мертва справа
До 2004 року розслідування вбивці BTK вважалося мертвою справою. Потім Рейдер ініціював серію з 11 звернень до місцевих ЗМІ. Ця діяльність безпосередньо призвела до його арешту у лютому 2005 року.
У березні 2004 року у газету «Вічита ігл» надійшов лист від Білла Томаса Кіллмана. Автор листа стверджував, що він убив Вікі Вегерл 16 вересня 1986 року. До листа були додані фотографії місця злочину та фотокопію її водійських прав, викрадених під час злочину. До цього не було остаточно встановлено, що Вегерл убив BTK. ДНК з-під нігтів Вегерл надала поліції невідомі раніше докази. Правоохоронці почали генетичний фінґерпринтинг сотень чоловіків для встановлення серійного вбивці. Загалом вони взяли понад 1300 зразків ДНК та пізніше знищили за рішенням суду.
У травні 2004 року телевізійний канал KAKE Вічити отримав лист із заголовком «Історії BTK», підроблений паспорт та словесну загадку. 9 червня на розі Першої та Канзас-роуд у Вічиті знайшли пакет, приклеєний скотчем до знаку «стоп». Він містив графічні описи вбивств Отеро та ескіз під назвою «Сексуальне захоплення — мій рахунок». Також містив список розділів для пропонованої книги «Історія BTK», яка наслідувала історію, написану у 1999 році сценаристом Court TV Девідом Лором. Перший розділ називався «Серійний вбивця народився». У липні пакунок, знайдений у місці для повернення в публічній бібліотеці, містив більш дивні матеріали, включно з заявою про відповідальність автора за смерть 19-річного Джейка Аллена в Аргонії, штат Канзас, на початку того місяця. Це твердження було неправдивим, смерть визнали самогубством.
Після затримання Рейдер на допиті зізнався, що планував вбивство знову, призначив дату, жовтень 2004 року, і переслідував майбутню жертву. У жовтні 2004 року в поштову скриньку UPS у Вічиті потрапила тека. Вона містила багато карток із зображеннями терору та рабства дітей, вірш із загрозою життю головному слідчому лейтенанту Кену Ландверу та фальшива автобіографія з багатьма подробицями про життя Рейдера. Пізніше ці подробиці оприлюднили. У грудні 2004 року поліція Вічити отримала ще один пакунок від вбивці BTK. Його знайшли в парку Мердок у Вічиті. У ньому були водійське посвідчення Ненсі Фокс, які, як зазначалося, викрали з місця злочину, а також лялька, символічно зв'язана по руках і ногах, із зав'язаним на голові поліетиленовим пакетом.
У січні 2005 року Рейдер намагався залишити коробку з-під пластівців в кузові пікапа в Home Depot у Вічиті, але її викинув власник вантажівки. Пізніше коробку дістали з смітника після того, як Рейдер у наступному повідомленні поцікавився, що з нею сталося. Запис відеоспостереження на паркуванні з тієї дати показав віддалену фігуру за кермом чорного Jeep Cherokee, яка залишила коробку в пікапі. У лютому 2005 року KAKE отримав ще кілька листівок, і в іншій коробці з-під пластівців, знайденій у сільській місцевості, знайшли ще одну зв'язану ляльку.
У своїх листах до поліції Рейдер запитував, чи можна відстежити його записи, якщо їх помістити на гнучкий диск. Поліція відповіла на його запитання в газетному оголошенні, розміщеному у «Вічита ігл», сказавши, що використовувати диск безпечно. 16 лютого 2005 року Рейдер надіслав фіолетову 1,44-мегабайтну дискету Memorex до філії Fox KSAS-TV у Вічиті. Також були додані лист, золоте намисто з великим медальйоном і фотокопія обкладинки роману Джона Сендфорда про серійного вбивцю «Правила здобичі» 1989 року.
Поліція знайшла на дискеті метадані видаленого документа Microsoft Word, невідомі Рейдеру. Метадані містили слова «Лютеранська церква Христа», а останні зміни в документі зробив «Денніс». Пошук в Інтернеті показав, що «Денніс Рейдер» був президентом церковної ради. Коли слідчі проїжджали повз будинок Рейдера, чорний Jeep Cherokee, тип транспортного засобу, який видно на записах камер спостереження Home Depot, був припаркований на вулиці. Це були вагомі непрямі докази проти Рейдера, але для затримання потрібні прямі докази.
Поліція отримала ордер на тест Папаніколау, взятого у дочки Рейдера в медичній клініці Університету штату Канзас. Тести ДНК показали «сімейний збіг» між мазком Папаніколау та зразком з нігтів Вегерл; це вказувало, що вбивця був близьким родичем доньки Рейдера. У поєднанні з іншими доказами поліції було достатньо для арешту Рейдера.

## Арешт
Рейдера заарештовали біля його будинку в Парк-Сіті незабаром після полудня 25 лютого 2005 року. Офіцер запитав: «Містере Рейдер, ви знаєте, навіщо ви їдете в центр міста?». Рейдер відповів: «О, у мене є підозри, чому». Поліція Вічити, Бюро розслідувань Канзасу, ФБР, агенти АТФ обшукали будинок й автомобіль Рейдера, вилучили докази, включно з комп'ютерним обладнанням, чорними колготками, знайдених у сараї, циліндричним контейнером. Також обшукали церкву, яку він відвідував, його офіс у мерії та головну філію бібліотеки Парк-Сіті. Наступного ранку на пресконференції начальник поліції Вічити Норман Вільямс оголосив: «Головне: BTK заарештовано».

## Судовий процес
28 лютого 2005 року Рейдеру висунули звинувачення у 10 вбивствах першого ступеня. Незабаром після його арешту «Ассошіейтед пресс» посилаючись на анонімне джерело, заявила, що Рейдер зізнався в інших вбивствах на додаток до тих, з якими його пов'язували. Однак окружний прокурор округу Седжвік спростував цю інформацію, але відмовився сказати, чи зізнався Рейдер, чи слідчі перевіряють можливу причетність Рейдера до інших нерозкритих вбивств. 5 березня у новинах стверджувалося, що кілька джерел підтвердили зізнання Рейдера у 10 вбивствах, у яких його звинуватили, але не в інших.
1 березня розмір застави Рейдера склав 10 мільйонів доларів США, і йому призначили державного захисника. 3 травня суддя заявив про невинність Рейдера, оскільки він не виступав під час обвинувачення. 27 червня, у призначену дату суду, Рейдер визнав себе винним. Він детально описав вбивства і не перепросив.
Під час винесення вироку Рейдеру 18 серпня сім'ї жертв виступили з заявами, після чого Рейдер перепросив у нерозбірливому 30-хвилинному монолозі, який прокурор порівняв із промовою на врученні премії «Оскара». Його заяву описали як приклад феномену, який часто спостерігається серед психопатів: їхня нездатність зрозуміти емоційний зміст мови. Його засудили до 10 довічних ув'язнень поспіль, мінімум 175 років. Під час вчинення злочинів у Канзасі не діяла смертна кара. 19 серпня його перевели до виправної колонії Ельдорадо.
Рейдер говорив про безневинні теми, як-от погода під час 40-хвилинної їзди до Ельдорадо, але почав плакати, коли по радіо пролунали заяви сімей жертв із судового розгляду. Зараз він перебуває в одиночній камері для його захисту (одна година фізичних вправ на день, душ тричі на тиждень). Ймовірно, це триватиме нескінченно. Починаючи з 2006 року, він отримав доступ до телебачення та радіо, читання журналів й інші привілеї за хорошу поведінку.

### Подальше розслідування
Після арешту Рейдера поліція Вічити, Парк-Сіті та кількох сусідніх міст розслідувала нерозкриті справи у співпраці з поліцією штату та ФБР. Особливу увагу вони приділили справам після 1994 року, коли в Канзасі відновили смертну кару. Поліція сусідніх штатів, як-от Небраска, Міссурі, Колорадо, Оклахома та Техас, також розслідувала нерозкриті справи, які певною мірою відповідали шаблону злочинів Рейдера. ФБР і місцеві органи влади в колишніх місцях служби Рейдера перевіряли нерозкриті справи під час перебування на службі Рейдера.
Після вичерпних розслідувань не виявили жодних інших злочинів, до яких міг би бути причетний Рейдер, підтверджуючи підозри, що він взяв на себе відповідальність за інші вбивства, до яких не має стосунку. Десять відомих вбивств тепер вважаються єдиними вбивствами, за які дійсно несе відповідальність Рейдер. Хоча поліція Вічити досить впевнена, що Рейдер переслідував і вивчав інших потенційних жертв. Серед них є один випадок стеження Рейдером за жертвою, але він не напав через присутність будівельників і дорожніх бригад поблизу. Під час допиту поліції Рейдер заявив, що «є багато щасливчиків», маючи на увазі, що злочинець продумав і розробив різні плани вбивства для інших жертв.

### Оцінка Роберта Мендози
Призначені судом громадські захисники Рейдера найняли психолога з Массачусетсу Роберта Мендозу для проведення психологічної оцінки підсудного та визначення того, чи можна будувати його захист на основі неосудності. Він провів бесіду з Рейдером після його визнання винуватості 27 червня 2005 року. Мендоза діагностував у Рейдера нарцисичні, антисоціальні та обсесивно-компульсивні розлади особистості: він зауважив, що Рейдер має грандіозне відчуття себе, віру в те, що він «особливий» і тому має право на особливе ставлення; патологічна потреба в увазі та захопленні; стурбованість підтриманням чіткого порядку та структури; повна відсутність емпатії.
Відеозапис інтерв'ю Мендози використали в програмі NBC «Dateline». NBC стверджував, що Рейдер знав, що інтерв'ю можуть показати по телебаченню. Згідно з офісом шерифа округу Седжвік це було неправдою. Рейдер згадав це інтерв'ю під час винесення вироку. 25 жовтня 2005 року генеральний прокурор Канзасу подав клопотання про позов до суду на Мендозу та Талі Вотерс, співвласників компанії Cambridge Forensic Consultants, LLC, за порушення контракту, стверджуючи, що вони мали намір отримати фінансову вигоду від використання інформації, отриманої шляхом участі на захист Радера. 10 травня 2007 року Мендоза врегулював справу за 30 000 доларів США, не визнавши протиправних дій.

## Жертви
| Ім'я                         | Стать | Вік | Дата смерті          | Місце смерті               | Причина смерті          | Зброя використана |
| ---------------------------- | ----- | --- | -------------------- | -------------------------- | ----------------------- | ----------------- |
| Джозеф Отеро                 | Ч     | 38  | 15 січня 1974 року   | Вічита                     | Удушення                | Пластиковий пакет |
| Джулія Марія Отеро           | Ж     | 33  | 15 січня 1974 року   | Вічита                     | Удушення                | Мотузка           |
| Джозеф Отеро-молодший        | Ч     | 9   | 15 січня 1974 року   | Вічита                     | Удушення                | Пластиковий пакет |
| Джозефіна Отеро              | Ж     | 11  | 15 січня 1974 року   | Вічита                     | Повішення               | Мотузка           |
| Кетрін Дорін Брайт           | Ж     | 21  | 4 квітня 1974 року   | Вічита (померла у лікарні) | Три удари ножем у живіт | Ніж               |
| Кевін Брайт                  | Ч     | 19  | -                    | Втік                       | Вижив                   | Пістолет          |
| Ширлі Рут Віан Релфорд       | Ж     | 24  | 17 березня 1977 року | Вічита                     | Удушення                | Мотузка           |
| Ненсі Джо Фокс               | Ж     | 25  | 8 грудня 1977 року   | Вічита                     | Удушення                | Пояс              |
| Марін Воллес Гедж            | Ж     | 53  | 27 квітня 1985 року  | Парк-Сіті                  | Удушення                | Руки              |
| Вікі Лінн Вегерл             | Ж     | 28  | 16 вересня 1986 року | Вічита                     | Удушення                | Нейлонова панчоха |
| Долорес Ерлайн Джонсон Девіс | Ж     | 62  | 19 січня 1991 року   | Вічита                     | Удушення                | Колготки          |

## У медіа
Судовий психолог Кетрін Рамсленд написала «Сповідь серійного вбивці» зі свого п'ятирічного листування з Рейдером.
Кілька робіт засновані на справі Рейдера:
- Стівен Кінг сказав, що його повість «Нормальний шлюб» і фільм, заснований на ній, були натхненні вбивцею BTK[86].
- Письменник Томас Гарріс сказав, що персонаж Френсіса Доларгайда в його романі 1981 року «Червоний дракон» частково заснований на тоді невідомому вбивці BTK[87].
- Епізод 4 6 сезону (2004) серіалу «Закон і порядок: Спеціальний корпус» заснований на справі Рейдера[88].
- 15 серія 1 сезону (2006) «Криміналісти: Мислити як злочинець» заснована на вбивствах Рейдера[89][90].
- Випадок Рейдера описано в 1 серії 2 сезону (2022) серіалу Netflix «Спіймати вбивцю»[91].
- Персонаж на основі Рейдера, якого грає актор Сонні Валіченті, з'являється в серіалі Netflix «Мисливець за розумом»[92][93].
- Кейн Годдер зображує Рейдера у фільмі 2008 року «B.T.K.», фільм є наполовину байопічним і наполовину вигаданим описом вбивств[94].
- Антагоніст із фільму «Вузол смерті» був натхненний Деннісом Рейдером[95].
- Треш-метал-гурт «Exodus» написав пісню під назвою «BTK», на яку надихнула кримінальна історія Денніса Рейдера[96].
- Пісня «Raider II» з альбому Стівена Вілсона 2011 року «Grace for Drowning» написана в основному про вбивства Рейдера[97].